# 乔丹·格雷厄姆
乔丹·泰勒·格雷厄姆（英語：Jordan Tyler Graham，1995年3月5日—）是一名英格蘭足球運動員，司職翼鋒，現效力於英冠球會伯明翰。

## 球會生涯

### 阿士東維拉
格雷厄姆是阿士東維拉的青訓球員，在2012年3月簽下一份兩年職業合約。他在效力維拉時曾贏得2012/13年度下一代聯賽。
2013年11月，他被外借至英冠球會伊普斯维奇城一個月，在12月7日對哈德斯菲尔德賽事首次職業上場並以2-1取勝，接著在對唐卡斯特流浪的比賽亦有上場，之後便回到維拉。
2014年1月10日，他被外借到英甲球會布拉德福德城一個月，期間只在對伍尔弗汉普顿流浪者的比賽上場。

### 狼隊
格雷厄姆在2014年11月被外借至伍尔弗汉普顿流浪者到2015年1月，但傷患使他未能在外借期間上場。2015年1月5日，他與狼隊簽約一年半，正式永久轉會。
格雷厄姆正式轉會後未能獲得上場機會，於是在2015年9月被外借至英乙球會牛津联。他的外借期後來延長多兩個月，但不久由於母會受到傷患潮影響，格雷厄姆很快便被召回。
11月21日，他終首次代表狼隊以先發身份上場參加對伊普斯维奇城，12月28日對查尔顿竞技的比賽打進職業生涯首球，使球隊以2-0取勝。儘管他在2016年1月16日對卡迪夫城的比賽受傷，他仍與球會續約至2017/18球季，並附有兩年延長權。最終他預計需要休養9至12個月，但最終他共缺席長達15個月，至到2017年4月25日對哈德斯菲尔德的比賽才回到賽場。

#### 外借期
2017年8月31日，他被外借到富勒姆至季末，但外期間只以替補身份上場3次便在2018年1月回到母會。
2018年8月28日，他被外借到伊普斯维奇城整個賽季。當保罗·兰伯特成為球隊新主教練後，他開始赴牛津联與球隊展開訓練以尋求在一月轉會的可能性，最終在12月確定他將會外借至牛津聯。2019年2月23日對黑池的比賽，他主射自由球取得進球，這亦是他生涯第二顆進球，最終使球隊獲勝。
2019/20球季，他原本被外借到普羅夫迪夫火車頭，但最終未能成事。

### 吉林汉姆
2020年1月31日，他被外借到英甲球會吉林汉姆六個月，外借期間上場7次後，聯賽便因為2019冠状病毒而腰斬。2020年5月18日，狼隊宣佈他會約滿離開球隊。而在8月12日，他以自由身身份回到吉林汉姆。

### 伯明翰城
2021年6月24日，格雷厄姆與英冠球會伯明翰簽約兩年及附一年延長權，於7月1日生效。他在英格蘭聯賽盃對科尔切斯特联的比賽先發上場，球隊最後以1-0取勝晉級。

## 國家隊生涯
格雷厄姆曾代表英格蘭U16和U17上場，曾在英格蘭U16時贏得2010/11年勝利盾。此外他之前亦曾代表愛爾蘭U15上次，在對北愛爾蘭的比賽打進2球。

## 外部連結
- 足球数据库：乔丹·格雷厄姆的球员统计数据
- Soccerway資料庫：Jordan Graham